# Margó György (jégkorongozó)
Margó György (Budapest, 1912. május 15. – Budapest, 1988. november 9.) magyar jégkorongozó, gyeplabdázó, atléta, rövidtávfutó, gátfutó, sportvezető.

## Pályafutása
A Százados úti művésztelepen született Margó Ede szobrászművész és Pécsi Olga gyermekeként.
Jégkorongozóként hétszeres magyar bajnok. A magyar válogatott tagjaként részt vesz számos Európa- és Világbajnokságon, valamint az 1936-os Olimpián. Tagja az 1933-ban és 1935-ben Főiskolai Világbajnokságon aranyérmet szerző jégkorong csapatnak. 
Az 1942-ben megalakult Magyar Országos Jégkorong Szövetség első főtitkára. A hazai jégkorongéletben betöltött szerepéért elismerésül 2011-ben posztumusz kitüntetésben részesítette a Magyar Jégkorong Szövetség.

Atlétikában 1934-ben a magyar bajnok 4x400 m-es váltó tagja. 1934 és 1937 között 4-szer szerepel a magyar válogatottban.
 
A Magyar Hockey Club gyeplabdázójaként 1932 és 1942-ben bajnoki érmet szerez.  1931 és 1949 között 21-szer kerül be a gyeplabda válogatottba, amelynek tagjaként részt vesz az 1936-os berlini Olimpián.